# ギヨーム・ド・ブロワ (ランス大司教)

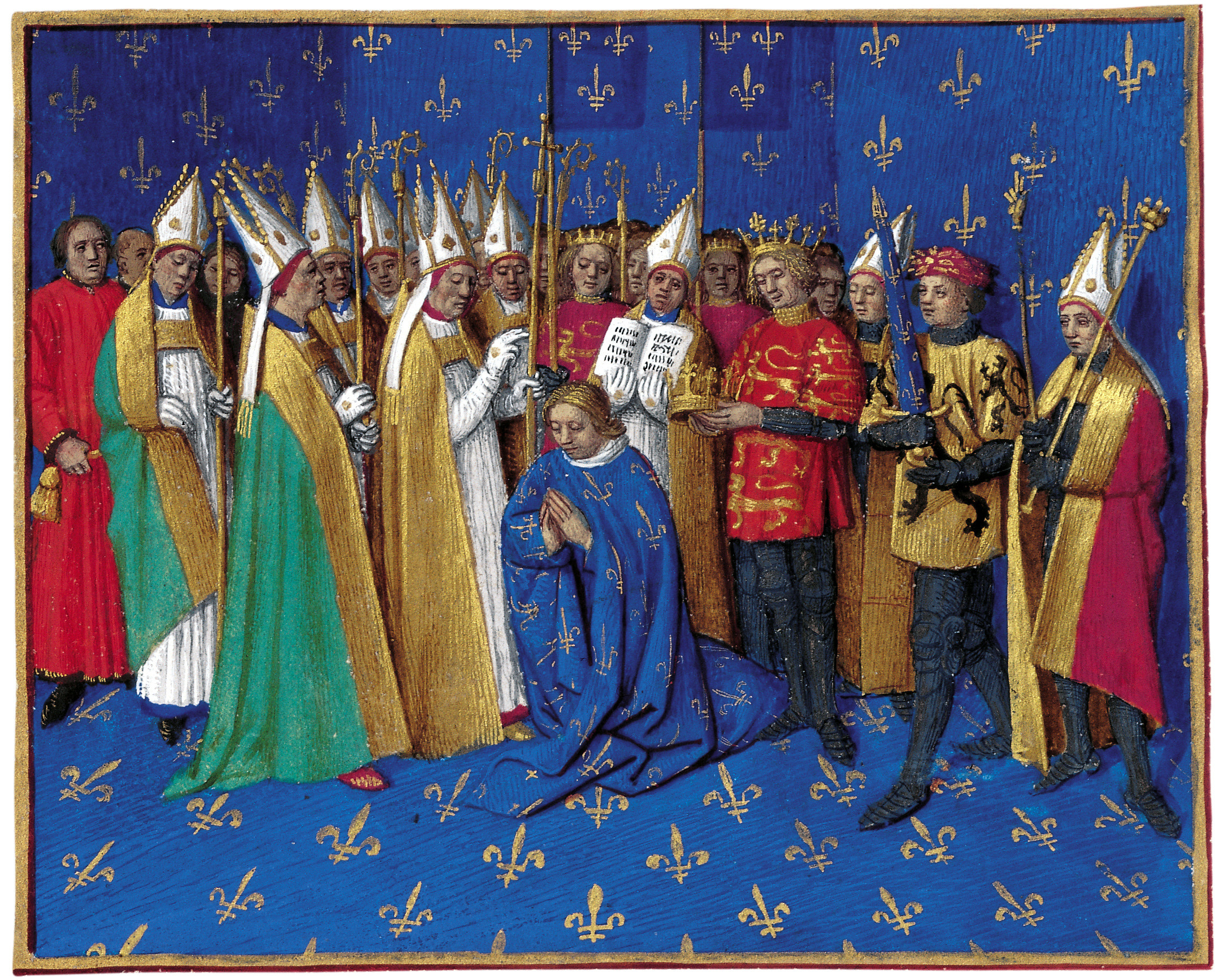
フィリップ2世の戴冠

ギヨーム・ド・ブロワ（フランス語：Guillaume de Blois, 1135年 - 1202年9月7日）は、ランス大司教（在任：1176年 - 1202年）、枢機卿（在位：1179年 - 1202年）。
白い手のギヨーム（Guillaume aux Blanches Mains）とよばれた。

## 生涯
ギヨームはブロワ伯ティボー4世とマティルド・ド・カランティの息子として、イル＝ド＝フランスのブロスで1135年に生まれた。
1165年にシャルトル司教となり、のちサンス大司教（1169年 - 1176年）、ランス大司教（1175年 - 1202年）となった。1179年11月1日、甥フランス王フィリップ2世がランスにおいて共治王として戴冠したときに塗油を行った。
ローマ教皇アレクサンデル3世は、1179年3月に、ギヨームをサンタ・サビーナ聖堂の司祭枢機卿とし、これにより1179年4月8日から1201年12月23日までギヨームは教皇勅書に署名した。
1202年9月7日に死去した。